# District de Mahé (Inde)
Le district de Mahé (en malayalam : മയ്യഴി ജില്ല ; en anglais : Mahe district) est un des quatre districts du Territoire de Pondichéry en Inde. Son chef-lieu étant la ville homonyme de Mahé.

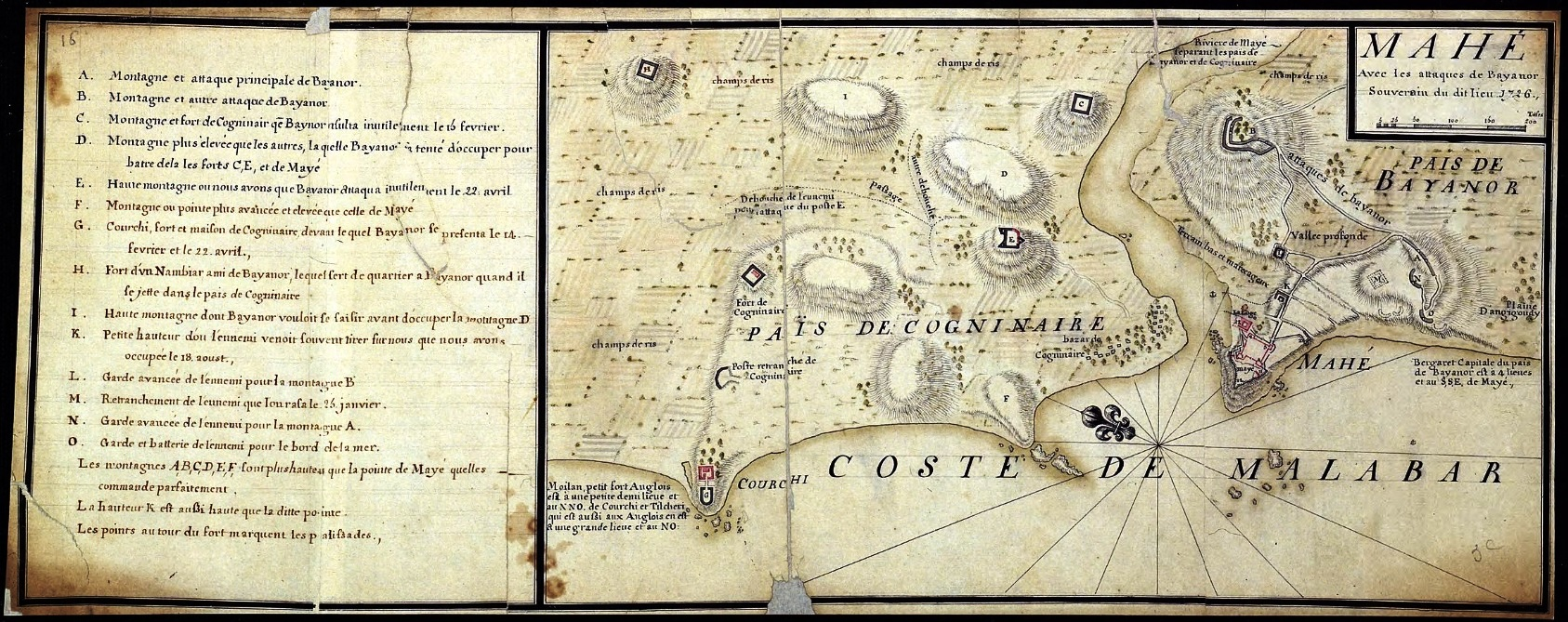
Plan du comptoir de Mahé vers 1726 après la prise de possession du lieu par la Compagnie française des Indes et la guerre contre le souverain Indien du secteur soutenu par les Anglais.

## Géographie
Sa population de 41 816 habitants (en 2011) pour une superficie de 9 km2. Le district de Mahé est coupé en son centre par le fleuve Mayyazhipuzha, qui sépare l'enclave côtière de Mahé, où se trouve la ville du même nom, avec les enclaves de Pallore-Pandakkal (la plus vaste) et de Cherukallayi (la plus petite), situées au nord du fleuve et dans l'intérieur des terres. Le fleuve Kuyyali Puzha, appelé aussi Rivière de Tellicherry, traverse le nord du district en direction de Thalassery, où il trouve son estuaire.